# 宁东能源化工基地
宁东能源化工基地位于宁夏中东部的宁东镇，是中华人民共和国宁夏回族自治区银川市灵武市下辖的一个乡镇级行政单位。是中国最大的煤制油和煤基烯烃生产加工基地。原名磁窑堡能源重化工基地，2005年6月10日改今名。和内蒙古鄂尔多斯、陕西榆林组成以能源为核心的化工“金三角”地区，是全国罕见的能源富集区，化石能源储量达到20102亿吨标准煤，占全国的47.2%，同时蕴含丰富的光能、风能资源。
境内有全国重点文物保护单位灵武窑址。宁东能源化工基地下辖中心区社区、灵新矿社区、永利村、马跑泉村、回民巷村、东湾村、清水营村和白芨滩林场。
规划区总面积3484平方公里  ，核心区面积800平方公里，是中国国务院批准的国家重点开发区

## 产业结构
主要为煤制油、煤基烯烃、精细化工等产业，其中煤化工产业产值占比近50%，截至2021年底，宁东煤化工基地煤化工生产能力达到2600万吨以上，其中煤制油产能400万吨/年、煤基烯烃产能320万吨/年。
宁东煤化工基地新能源装机容量达到612万千瓦。
资源组合优势突出。地处中温带干旱气候区，干燥、雨量少而集中、日照时间长，煤炭资源探明储量331亿吨，占宁夏的85%； 远景预测储量1394亿吨。煤质以不粘结煤、炼焦煤和无烟煤为主，属优质化工原料和动力用煤。距黄河取水口22公里，工业用水全部通过水权转换方式解决。土地属荒漠化、半荒漠地带、地势平坦，不占用耕地，建设成本低。
重点发展煤制油、煤制烯烃、煤制乙二醇及精细化工产业，推进新材料、新能源、装备制造、节能环保和现代物流产业融合发展。现已形成煤电、煤电铝、煤化工及化工新材料、专用化学品等产业集群，拥有烯烃、芳烃、甲醇、醋酸、BDO等产品200余种。基础配套原料丰富，产业链较完整。截止2018年底，形成煤炭产能9155万吨、火电装机容量1695万千瓦、新能源装机容量545万千瓦、煤化工产能2250万吨，石油炼化产能500万吨、有色金属产能100万吨。

## 交通和基础建设
距首府银川40公里、河东机场25公里；建成公路里程1831公里，路网互通互联、四通八达；铁路里程375公里，交通高效便捷、四通八达、实现公铁联运。建成一批高容量大参数坑口电站、世界第一个±660千伏电压等级直流输电工程、世界直流电压等级最高的宁东至浙江特高压直流输电工程，拥有5座330KV变电站和20多座110KV变电站，多回路供电。建成3大供水工程，拥有供水管网460公里，日供水能力120万立方米。公用动力岛可统一供应多参数蒸汽。 307国道、银青高速公路、磁马公路、大古铁路横穿而过，成为宁夏与东部地区沟通的重要经济通道。

## 发展
2003年，确定为全区“一号工程”，开始筹建。因其区域内用水条件好，地势平坦开阔，交通便利，建设成本低且不占用耕地，具有建设超大型能源化工基地的最优条件。

## 主要工程和企业
马莲台电厂、灵州电厂、基地供水工程。
氨纶制造工厂，有制油、煤基烯烃、煤制乙二醇、精细化工、高性能纤维及可降解塑料、锂电材料、清洁能源、电子材料和专用化学品、节能环保九个细分产业链

## 评价
先后被确定为国家亿吨级大型煤炭基地、千万千瓦级煤电基地、现代煤化工产业示范区及循环经济示范区，也是国家产业转型升级、新型城镇化综合改革、增量配电业务改革等试点地区和国家能源“金三角”重要一极。2019年获评中国化工园区30强第6名  ，荣获全国石化行业绿色园区、全国智慧化工园区试点示范单位等荣誉称号，“加快产业转型升级、推动经济高质量发展”的典型经验两次受到国务院通报表彰   。打响“现代煤化工、精彩在宁东”产业品牌，高质量发展驶入快车道。

## 相关
- 宁东镇